# Франсуа XII де Ларошфуко
Франсуа-Александр-Фредерик Ларошфуко-Лианкур (фр. François XII Alexandre Frédéric de La Rochefoucauld, duc de Liancourt; 11 января 1747, Ла-Рош-Гийон — 27 марта 1827, Париж) — герцог де Лианкур (1758—1792), 7-й герцог де Ларошфуко и 3-й герцог д’Анвиль (1792—1827), герцог д’Эстиссак (1793—1827), пэр Франции (1814—1817), герцог-пэр Франции (1817—1827), французский филантроп.

## Биография
Сын Луи-Армана-Франсуа де Ларошфуко, герцога д’Эстиссак (1695—1783), от которого унаследовал должность распорядителя гардероба короля.
В своём имении Льянкур, близ Клермона, основал образцовую школу для солдатских детей (École des enfants de la patrie). В Учредительном собрании выступал защитником мер общественного призрения.

Герцог Лианкур, пользуясь по праву хранителя гардероба доступом к королю, ещё ночью уведомил короля об измене французской гвардии, об осаде и взятии Бастилии; при этих известиях, которые советники скрыли от него, удивленный монарх воскликнул: «Да ведь это бунт». «Нет, Ваше Величество, — отвечал герцог Лианкур, — это не бунт, а революция».
Оригинальный текст (фр.)  — Mais c'est donc une révolte ? s'écriait Louis XVI effrayé de l'agitation du peuple.
— Non, sire, fit gravement le duc ; c'est une révolution!
— Франсуа Минье. История Французской революции с 1789 по 1814 гг. 
После 10 августа 1792 года бежал в Англию и впоследствии совершил путешествие в Северную Америку, которое позже описал («Voyage dans les Etats-Unis de l’Amérique fait en 1795—98», П., 1799). В «Les prisons de Philadelphie» (4 изд., 1819) он излагает свои мысли о тюремной реформе и предлагает отмену смертной казни.
Унаследовал титул герцога де Ларошфуко от своего кузена, Луи Александра, убитого в 1792 г. Во время первой реставрации получил достоинство пэра. Как президент общества христианской морали и член генерального совета, много заботился о тюрьмах, о земледелии, о фабриках, о больницах и т. д.; основал первую сберегательную кассу во Франции. Его оппозиционный образ действий в палате пэров побудил министерство Виллеля в 1823 г. лишить его всех почётных должностей.
Во время его похорон воспитанники школы искусств и ремёсел, пожелавшие нести его гроб, были разогнаны жандармами. Брошенный среди улицы, гроб Ларошфуко разбился.

 И вот, притесняемый при жизни, он не нашел покоя и после смерти: правительство стремилось помешать благодарным согражданам засвидетельствовать своё почтение усопшему; оно пыталось противостоять любви и уважению, которое внушал парижанам герцог благодаря своей долгой и самоотверженной службе на ниве благотворительности и образования.— А.Дюма, Сальватор. Том 1 
Являлся первым работодателем журналиста, историка, политика и государственного деятеля Адольфа Тьера.